# Sansevieria gracilis
Dracaens gracilis (Sansevieria gracilis) es una especie de Dracaena (Sansevieria)) perteneciente a la familia de las asparagáceas, originaria de África oriental en Kenia, Tanzania y Malaui.
Ahora se la ha incluido en el gen de Dracaena debido a los estudios moleculares de su filogenia.

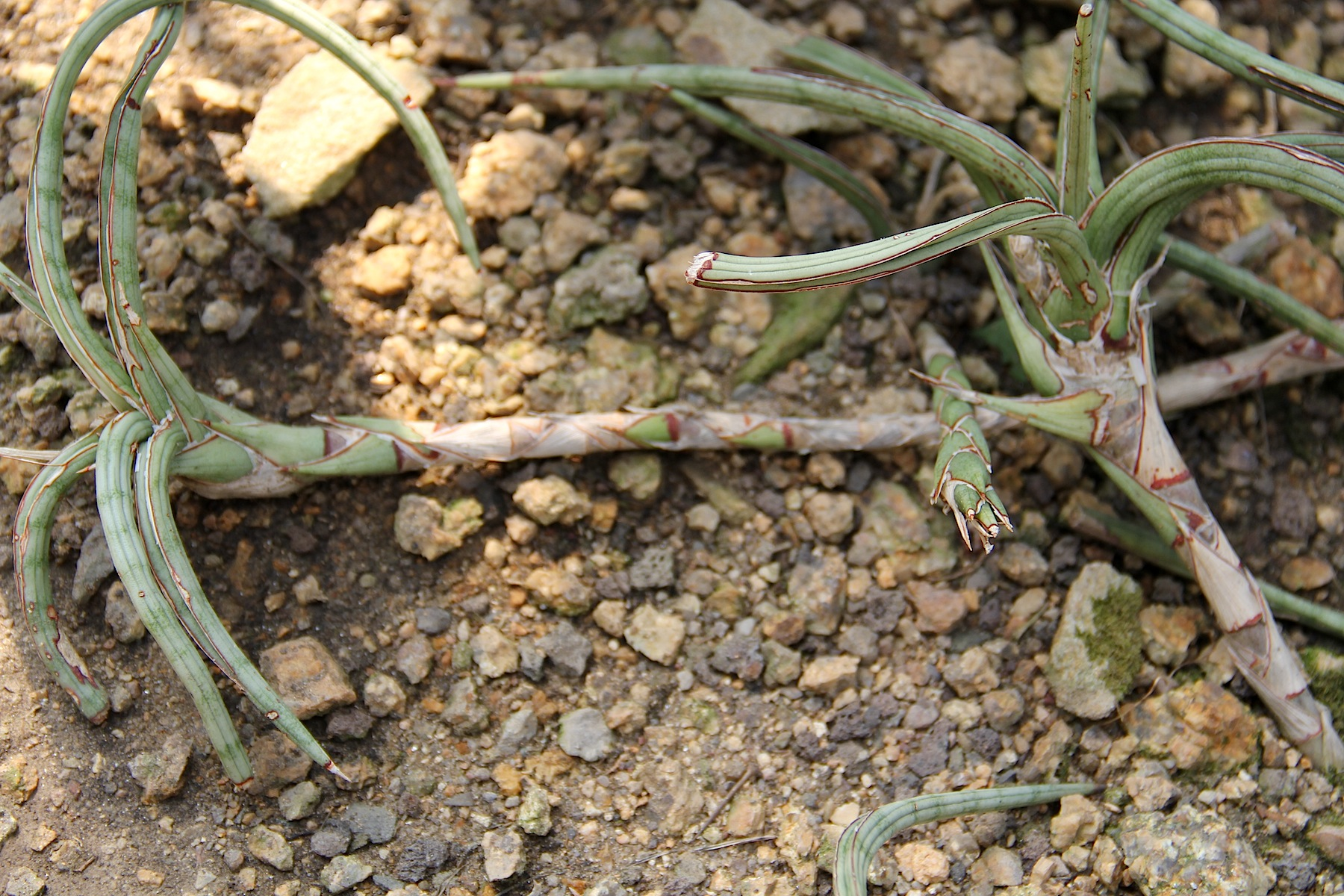
Detalle de la planta.

## Descripción
Es una planta herbácea rizomatosa, y estolonífera. Las hojas son recurvadas, divergentes, de ninguna manera dísticas, en un número de ±10, cilíndricas y de hasta 33 cm de largo y 1-3 cm de espesor,  suaves a ásperas, el ápice blanco, subuladas, la parte inferior del canal cóncavo en la base, ampliamente triangular a casi plano en el ápice; el margen de color rojizo o blanco, la superficie dorsal casi de color verde estriado, oscura o mármol. La inflorescencia verde y blanco manchado, casi de 20 cm de largo, el tercio inferior desnudo. El fruto es una baya globosa.

## Taxonomía
Sansevieria gracilis fue descrita por Nicholas Edward Brown y publicado en Kew Bulletin 1911, 96, en el año 1911.
Etimología
Sansevieria nombre genérico que debería ser "Sanseverinia" puesto que su descubridor, Vincenzo Petanga, de Nápoles, pretendía dárselo en conmemoración a Pietro Antonio Sanseverino, duque de Chiaromonte y fundador de un jardín de plantas exóticas en el sur de Italia. Sin embargo, el botánico sueco Thunberg que fue quien lo describió, lo denominó Sansevieria, en honor del militar, inventor y erudito napolitano Raimondo di Sangro (1710-1771), séptimo príncipe de Sansevero.
gracilis: epíteto latino que significa ‘delgado’, ‘esbelto’.
Variedades aceptadas
- Sansevieria gracilis var. humbertiana (Guillaumin) Mbugua

Sinonimia
- Sansevieria humbertiana Guillaumin[10]